# Сергей Кушелев
Сергей Андреевич Кушелев (на руски: Сергей Андреевич Кушелев) е руски офицер, щабскапитан от Лейбгвардейски Измайловски полк. Участник в Руско-турската война (1877 – 1878).

## Биография
Сергей Кушелев е роден на 23 март 1850 г. в семейство на потомствен дворянин. Посвещава се на военното поприще.
Участва в Сръбско-турска война (1876), като е награден с орден „Таковски кръст“.
Участва в Руско-турската война (1877 – 1878). Първоначално се бие на Кавказкия фронт, където се отличава като храбър офицер. За заслугите си на 6 август 1877 г. е награден с орден „Света Ана“ III степен. Откомандирован е от Кавказкия фронт и е изпратен в Действащата армия на Балканския полуостров. Зачислен е като командир на 10-та рота от лейбгвардейския Измайловски полк. Пристига в полка при село Ралево на 2 октомври 1877 г.
Участва в Битката при Горни Дъбник. Тя е част от плана на руското командване за прекъсване на комуникационната и снабдителната линия на Западната турска армия и затваряне на блокадния пръстен около Плевен. Първоначално лейбгвардейския Измайловският полк е определен за резерв на основните сили, но поради неуспеха на атаката е включен в боя. Към 17 часа и 30 минути на 12 октомври 1877 г., 10-та рота с командир щабскапитан Сергей Кушелев достига първа до вала на турския редут. Командирът изкачва вала, обръща глава назад към ротата си и извиква: „Момчета след ...“. В този момент е убит от куршум в гърдите от ранен турски офицер, лежащ около бруствера. Малко след това редутът е превзет. Тялото на щабскапитан Сергей Кушелев е погребано на 14 октомври край село Горни Дъбник върху тракийска могила.

## Галерия
- Надгробен паметник на щабскапитан Сергей Кушелев край село Горни Дъбник
- Надпис върху надгробния паметник на щабскапитан Сергей Кушелев
- Надгробният паметник на щабскапитан Сергей Кушелев
- Карта на действията на лейбгвардейския Измайловски полк край село Горни Дъбник

## Семейство
- баща – Андрей Сергеевич Кушелев
- майка – Любов Иванова Кушелева,
- сестра – Варвара Андреевна Кушелева,
- брат – Андрей Андреевич Кушелев,
- полусестра – Екатерина Андреевна Навроцкая.[2]